# ييرس
بلدية ييرس (بالإسبانية: Llers) هي بلدية تقع في مقاطعة جرندة التابعة لمنطقة كتالونيا شمال شرق إسبانيا.

## الديموغرافيا
بلغ عدد سكان بلدية ييرس 1.193 نسمة عام 2011 (وفقاً للمعهد الوطني الإسباني للإحصاء).
| 833 | 922 | 1.052 | 1.145 | 1.144 | 1.179 | 1.193 |